# Resolució 220 del Consell de Seguretat de les Nacions Unides
La Resolució 220 del Consell de Seguretat de les Nacions Unides, aprovada per unanimitat el 16 de març de 1966 després de reafirmar les resolucions prèvies sobre el tema, el Consell va ampliar l'estacionament a Xipre de la Força de les Nacions Unides pel Manteniment de la Pau a Xipre per un període addicional de 3 mesos, que acabaria el 26 de juny de 1966. El Consell també va convocar les parts directament interessades a seguir actuant amb la màxima restricció i cooperar plenament amb la força de manteniment de la pau.
La resolució 220 va ser la primera que es va aprovar amb el nou Consell de Seguretat de 15 membres.